# Jihlavský tunel
Jihlavský tunel je silniční tunel na silnici I/38 ve čtvrti Horní Kosov, části města Jihlavy v okrese Jihlava. Nachází na přeložce silnice I/38, která vytváří obchvat Jihlavy. Obousměrný jednotubusový tunel délky 304 m se dvěma jízdními pruhy podchází proluku v intravilánu na okraji Horního Kosova.
V červnu 2002 byla zahájena stavba části přeložky silnice I/38 tvořící obchvat Jihlavy, jejím zhotovitelem bylo sdružení společností Colas CZ, Skanska DS, Stavby silnic a železnic a ŽS Brno. Dvoupruhový úsek o délce 1,9 km začíná za mostem přes řeku Jihlavu a je trasován kolem východního okraje Horního Kosova na křižovatku se silnicí II/602 (ulice Žižkova a Pelhřimovská). Vyprojektován byl jako polovina čtyřpruhové silnice, takže je přichystán pro případné budoucí rozšíření. Součástí stavby také byl hloubený tunel, který byl realizován pomocí milánských stěn. Jeho betonáž byla dokončena v listopadu 2003. Celkové náklady na stavbu tohoto úseku obchvatu Jihlavy dosáhly výše 730 milionů korun, z toho náklady na tunel tvořily necelých 330 milionů korun. Do provozu byl celý úsek uveden 1. července 2004, slavnostní otevření se uskutečnilo 13. července 2004.